# Tobias Persson
Lennart Tobias Persson, född 1 september 1975 i Göteborg, är en svensk komiker.

## Biografi
Som ståuppkomiker och skådespelare har Tobias Persson medverkat i ett flertal program i TV, bland annat "Morgonsoffan på SVT. med Petra Mede och David Batra, "SNN news" med Robert Gustavsson och Mikael Tornving, "Robins", "Hårdvinklat", "Lotta på Liseberg", Stockholm Live, Babben & Co , med flera.
Han har gjort imitationer i P3:s "Carpe diem" och "Livh i P4" samt spelat i flera farser med Thomas Petersson, bland annat teaterfarsen Var är Zlatan?, som visats på TV4 och TV4 Plus. Han har satt upp egna soloshower som "Kränkt var det här" (2014), Du måste skämta (2016) och "Man på prov".
Förutom egen medverkan i TV-program har Persson även skrivit manus till bland annat "SNN" i TV4, SVT:s Robins och TV4:s Time out. Tillsammans med bland andra Roger Gunnarsson är han upphovsmakare till Gyllene Tider-parodifilmen "Join the flumeride" som gick i ZTV 1999.
Tobias Persson blev utsedd till bästa manliga ståuppkomiker 2008 under Svenska Stand up-galan på Södra Teatern i Stockholm. Sedan 2009 har han frekvent uppträtt på toppklubbar över hela Storbritannien, bland annat med soloshower på Fringefestivalen i Edinburgh. År 2009 gav han ut humorboken Himlen hatar skinka med dikter på rim som ifrågasätter religion och hösten 2014 gav han ut boken Den ofrivillige ordvitsaren.
Han har även synts i (och regisserat) reklamfilmer för ÖoB.

## Teater

### Roller (ej komplett)
| År   | Roll                      | Produktion                                                      | Regi             | Teater                  |
| ---- | ------------------------- | --------------------------------------------------------------- | ---------------- | ----------------------- |
| 2003 | Hotellservitören P.H Ling | Var är Zlatan? (Out of order) Ray Cooney                        | Anders Albien    | Halmstads Teater        |
| 2006 |                           | Asiat i spa't Anders Albien                                     | Anders Albien    | Halmstads Teater        |
| 2009 |                           | Panik på klinik Johan Schildt, Adde Malmberg och Robert Sjöblom | Adde Malmberg    | Intiman                 |
| 2022 | Kim                       | Bäddat för trubbel (A Bedfull of Foreigners) Dave Freeman       | Anders Albien    | Krusenstiernska teatern |
| 2023 |                           | Pappor på prov (It Runs in the Family) Ray Cooney               | Edward af Sillén | Krusenstiernska teatern |

## Shower
- Kränkt var det här (2014)
- Du måste skämta (2016)
- Man på Prov (2018)